# Płytka bazitibialna
Płytka bazitibialna, pólko basitibialne (ang. basitibial plate) – narząd na goleni tylnej pary odnóży niektórych błonkoskrzydłych z nadrodziny pszczół.
Funkcja płytki nie jest do końca poznana, ale przypuszczalnie służy ona za podporę podczas poruszania się w korytarzach w dół i w górę oraz podczas ubijania ścianek komórki lęgowej za pomocą płytki pygidialnej, gdyż większość samic ma albo obie te płytki albo nie ma żadnej z nich.
Płytka ta leży na górnej lub zewnętrznej powierzchni nasady goleni. Zwykle odgraniczona jest ona od reszty goleni za pomocą żeberka lub ostrej listewki. Jeśli występuje na niej jakaś okrywa włosowa, to zwykle różni się od tej na przyległych rejonach goleni. Płytka ta może być również naga, o powierzchni pokrytej serią guzków, jak np. u wielu Euryglossinae. Czasem występuje tylko jeden guzek, umiejscowiony na wierzchołku płytki. U niektórych gatunków, w tym u wielu przedstawicieli rodzaju zadrzechnia, guzek wierzchołkowy przesunięty jest bliżej środka goleni niż jej nasady. U niektórych pszczół wyróżnia się wtórną płytkę bazitibialną (ang. secondary basitibial plate), stanowiącą część właściwej płytki bazitibialnej ostro wyniesioną ponad jej pozostałą powierzchnię. Taką strukturę znaleźć można np. u niektórych przedstawicieli rodzaju Centris.